# عادل فيروز
عادل عبد الباقي لاعب كرة قدم سعودي يلعب كلاعب وسط.

## مسيرة اللاعب
لعب سابقاً في نادي الترجي ونادي المحيط ونادي طويق ونادي مضر.و{نادي الجزيرة}